# Petermannketten
Die Petermannketten sind eine Gruppe zusammenhängender Gebirgszüge im ostantarktischen Königin-Maud-Land. Sie ragen östlich des Alexander-von-Humboldt-Gebirges im zentralen Wohlthatmassiv auf. Zu ihnen gehören die Östliche Petermannkette, die Mittlere Petermannkette, die Westliche Petermannkette, die Südliche Petermannkette sowie der Pieckrücken.
Entdeckt und benannt wurden sie bei der Deutschen Antarktischen Expedition 1938/39 unter der Leitung des Polarforschers Alfred Ritscher. Namensgeber ist der deutsche Kartograph und Geograph August Petermann (1822–1878).